# Alitus (cráter)
Alitus es un cráter de impacto del planeta Marte situado a -35.2° Norte y 38.2° Oeste (-34.9° Norte y 321.8° Este). El impacto causó una depresión de 50 kilómetros de diámetro en la superficie del cuadrángulo MC-26 del planeta. El nombre fue aprobado en 1979 por la Unión Astronómica Internacional en honor a la localidad de Alytus (Lituania).